# Christine Arrighi
Pour les articles homonymes, voir Arrighi.
Christine Arrighi, née le 19 septembre 1959 à Lannemezan, est une femme politique française de sensibilité écologiste, élue députée à l'Assemblée nationale le 19 juin 2022 dans la neuvième circonscription de la Haute-Garonne et réélue en 2024.

## Biographie

### Jeunesse et études
Christine Arrighi est diplômée de l'Institut d'études politiques de Toulouse (Sciences Po Toulouse), dans la promotion 1980.

### Parcours professionnel
Christine Arrighi est fonctionnaire dans le domaine des finances publiques. Elle devient administratrice à la Direction générale des Finances publiques (DGFiP). Elle est à la retraite depuis février 2022.

### Parcours politique
Conseillère municipale à Ramonville, elle devient conseillère à la culture auprès de Pierre Cohen maire de cette commune. Elle adhère au parti EELV en 2008, puis en devient secrétaire régionale entre 2016 et 2020. Elle se présente sous cette étiquette, sans succès, aux élections législatives de 2012 et de 2017.
Lors des élections législatives françaises de 2022, elle est candidate dans la neuvième circonscription de la Haute-Garonne sous l'étiquette NUPES. Arrivée en tête au premier tour, elle est élue députée au second tour avec 58,55 % des voix face à la députée sortante Sandrine Mörch (Ensemble !).
Dès le lendemain de son élection, elle annonce à France Bleu qu'elle va se mobiliser pour obtenir l'interdiction de certains pesticides, en particulier du glyphosate.  Elle déclare aussi souhaiter « réorienter le capital vers la production, et les énergies renouvelables ». Elle devient membre de la commission des Finances de l'Assemblée nationale.
Lors des élections législatives anticipées de 2024, elle est investie par le Nouveau Front populaire, suppléée par Myriam Martin, et réélue députée au second tour avec 54,5 % des voix, dans une triangulaire l'opposant à une candidate RN et un candidat de la majorité présidentielle Renaissance.

## Référence
1. ↑  Sciences Po Toulouse Alumni, « Christine Arrighi (diplômée Ribes, promo 1980) élue députée », sur sciencespotoulouse-alumni.fr, 23 août 2022
2. 1 2 3  « Trois nouveaux députés Nupes de Haute-Garonne dévoilent leurs projets au lendemain des législatives », sur ici, par France Bleu et France 3, 20 juin 2022 (consulté le 20 juin 2022)
3. ↑  Législatives en Haute-Garonne : Christine Arrighi (Nupes) élue dans la 9e circonscription (58,55%)
4. 1 2  Cyril Doumergue, « Haute-Garonne : qui est Christine Arrighi, nouvelle députée de la 9e circonscription ? », sur ladepeche.fr (consulté le 20 juin 2022)
5. ↑  « Les nouveaux visages de la NUPES dans la Haute-Garonne », sur France 3 Occitanie (consulté le 20 juin 2022).
6. 1 2  « Les résultats du second tour des élections législatives dans la 9e circonscription de Haute-Garonne. », sur Le Monde, juin 2022 (consulté le 20 juin 2022).
7. ↑  « Composition de la commission des finances », sur Assemblée nationale, 1er juillet 2022.
8. ↑  « Législatives 2024 en Haute-Garonne : Christine Arrighi réélue sans surprise dans la 9e circonscription », sur ladepeche.fr (consulté le 10 juillet 2024)